# Jean Benjamin Sleiman
Jean Benjamin Sleiman OCD (ur. 30 czerwca 1946 w Ghalboun) – libański duchowny katolicki, arcybiskup Bagdadu od 2001.

## Życiorys
Ukończył teologię w Instytucie Katolickim w Paryżu. Uzyskał także liczne tytuły naukowe: licencjat z socjologii (Uniwersytet w Lyonie), magisterium z nauk społecznych (Uniwersytet Libański) oraz doktorat w dziedzinie antropologii społecznej i kulturowej (Uniwersytet Paryski).
Święcenia kapłańskie otrzymał 8 grudnia 1973 w zgromadzeniu Karmelitów Bosych. Był m.in. radnym i ekonomem prowincjalnym (1981-1984); przeorem domu zakonnego w Bejrucie (1984-1991) i definitorem generalnym zakonu (1991-2001). Pracował także jako wykładowca na Uniwersytecie Świętego Józefa w Bejrucie (1983-1991), na uniwersytecie Saint-Esprit de Kaslik (1983-1991) oraz na rzymskim instytucie Teresianum (1992-2000).

### Episkopat
29 listopada 2000 papież Jan Paweł II mianował go arcybiskupem Bagdadu w Iraku. Sakry biskupiej udzielił mu 20 stycznia 2001 arcybiskup tytularny Aeclanum Antonio Maria Vegliò.